# Richard Borcherds
Richard Ewen Borcherds (Cidade do Cabo, 29 de novembro de 1959) é um matemático britânico.